# Öppet vatten-simning vid världsmästerskapen i simsport 2022 – Damernas 25 km
Damernas 25 km vid världsmästerskapen i simsport 2022 avgjordes den 30 juni 2022 i Lupa-tó i Budapest i Ungern.
Brasilianska Ana Marcela Cunha tog mästerskapets andra guld och sitt totalt femte VM-guld på 25 km efter ett lopp på 5 timmar, 24 minuter och 15 sekunder. Silvret togs av tyska Leonie Beck som endast var två tiondelar bakom i mål och bronset togs av nederländska Sharon van Rouwendaal som var tre tiondelar bakom Cunha.

## Resultat
Loppet startade klockan 07:00.
| Placering | Namn                  | Nationalitet  | Tid             |
| --------- | --------------------- | ------------- | --------------- |
| 1         | Ana Marcela Cunha     | Brasilien     | 5:24.15,0       |
| 2         | Lea Boy               | Tyskland      | 5:24.15,2       |
| 3         | Sharon van Rouwendaal | Nederländerna | 5:24.15,3       |
| 4         | Barbara Pozzobon      | Italien       | 5:24.16,3       |
| 5         | Caroline Jouisse      | Frankrike     | 5:25.32,1       |
| 6         | Elea Linka            | Tyskland      | 5:25.36,7       |
| 7         | Anna Auld             | USA           | 5:26.25,6       |
| 8         | Réka Rohács           | Ungern        | 5:26.28,6       |
| 9         | Hanano Kato           | Japan         | 5:26.30,9       |
| 10        | Kensey McMahon        | USA           | 5:30.19,1       |
| 11        | Cheng Hanyu           | Kina          | 5:49.25,9       |
| 12        | Wang Kexin            | Kina          | 5:49.59,2       |
| 13        | Cibelle Jungblut      | Brasilien     | 5:52.41,6       |
| –         | Ruby Heath            | Nya Zeeland   | Fullföljde inte |
| –         | Romina Imwinkelried   | Argentina     | Fullföljde inte |
| –         | Lisa Pou              | Frankrike     | Startade inte   |